# Sidomulyo (Stabat)
Sidomulyo is een bestuurslaag in het regentschap Langkat van de provincie Noord-Sumatra, Indonesië. Sidomulyo telt 4915 inwoners (volkstelling 2010).